# Херејон
Херејон је било велико старогрчко светиште Самијанске Хере на јужном делу острва Самоса, 6 км југозападно од старог града, у ниском и мочварном поречју близу мора. Каноархајски Херејон на Самосу је био највећи храм богиње Хере у грчком свету, које датира у 8. веку п. н. е., али и место првих јонских храмова. Ова два древна места на острву Самосу уписана су на УНЕСКО-в списак места Светске баштине у Европи 1992. године.

## Одлике и историја
Према локалном веровању, Хера се родила на овом месту испод "дрвета чедности" (грчки: lygos, латински: Vitex agnus-castus). Током Самијанског ануалног фестивала (Toneia), култна скулптура божице Хере је бивала везана гранама ове биљке. Биљка се налазила на римским кованицама са острва Самос.
Постоји више фаза изградње храм Херејона које се препознају према остацима црепова. Прва фаза је била у 8. веку п. н. е. када је изграђен Хекатомпедос, 30 м дуг и узак грчки храм који је имао три зида и средишњи низ стубова који је носио кровну греду.
Касније су, око 570—550. п. н. е., архитекте Роикос и Теодорос изградили већи храм насупрот хериног олтара у ограђеном простору (temenos). Он је био периптерални диптерос (двоструки ред стубова око целог храма) од 8 x 21 стуб, с четвртастим предулазом (pronaos) испред затвореног светишта (cella). И пронаос и цела су били подељени на три једнака дела с два реда стубова. Стубови су стајали на бази (torus) која је била украшена хоризонталним урезима, а капители су имали карактеристичан облик волута јонског стуба. Роикосов храм је имао велики утицај на развој монументалне јонске архитектуре. Овај храм је постојао само десетак година док није уништен у земљотресу.
Након тога је, 40так метара од Роикосовог храма, изграђен нови и још већи Херин храм, тзв. Поликратов храм, назван према тиранину са Самоса. Он је тада био највећи храм грчког света и његова изградња је потрајала све до римског освајања. Никада није био до краја довршен, а једна његова монументална скулптура Хере налази се у Археолошком музеју у Самосу. Херин култ се одржавао у мањој оближњој згради све до Теодосијевог едикта о забрани паганских веровања 491. године. На овој локацији изграђена је хришћанска црква, а изграђена је каменом с римског Хераеума, како су га тада звали. Током византијских времена Херејон је служио као каменолом за средњовековне грађевине и само је један усамљени стуб остао од некада славног храма.
Скоро да нема античких помена овога храма, а први западњак који га је посетио био је Жозеф Питон де Турнфорт на свом путовању за француског краља Луја XIV, и поново 1704. године када је објавио цртеже његових рушевина. Велике наслаге шљунка, трновитог грмља и мочварно тло, су штитиле овај локалитет кроз 18. и 19. века. Прва археолошка ископавања извели су атински археолози П. Кавадиас и Т. Сополис 1890—92. године. Први значајни налази објављени су након истраживања Теодора Виеганда од 1910—14. године. Немачко археолошко дрштво из Атине је поновно започело ископавање 1925., која су потрајала све до Другог светског рата, а настављена тек 1951. године. Хелмут Кyриелеис и Херман Ј. Киенаст су преузели ископавање 1976. године, до данас.
- Херејон на Самосу
- Усамљени ступ Херејона
- Архајске скулптуре на рушевинама храма
- Храм данас
- Украшена греда храма

## Спољашне везе
- Споменици на страницама грчког министарства културе Архивирано на веб-сајту  (12. децембар 2010)